# Monopseudocuma gilsoni
Monopseudocuma gilsoni is een zeekomma uit de familie Pseudocumatidae.
Deze soort heeft één synoniem:
- Pseudocuma (Pseudocuma) gilsoni Bacescu, 1950[2]

## Kenmerken
M. gilsoni is een kleine zeekomma met typische kommavorm, die tot 3 mm lang wordt.
Deze soort werd vroeger als een neotene vorm van P. longicorne aanzien. Daar neotenie echter niet voorkomt bij andere zeekommasoorten, werd deze hypothese als erg onwaarschijnlijk verworpen.
M. gilsoni lijkt dan ook zeer sterk op P. longicorne, maar verschilt hiervan in volgende kenmerken: Bij mannetjes reikt de flagel van de tweede antenne slechts tot het eind van het pereon. Mannetjes hebben slechts één paar pleopoden. De twee rami (takjes) van de uropoden zijn ongeveer even lang en er staan slechts vijf tot zeven stekels op de endopodiet (binnenste takje) ervan.

## Ecologie
Ze komen voor vanaf de getijdenzone tot op een diepte van 2760 m.
M. gilsoni is gevonden in de zuidelijke Noordzee en ten westen van Ierland.